# Bulbophyllum reichenbachianum
Bulbophyllum reichenbachianum là một loài phong lan thuộc chi Bulbophyllum.